# Комплементарни нагони
Комплементарни нагони су два основна нагона која стоје један насупрот другоме, али се допуњују и један другога обуздавају. У теорији нагона, то су Ерос и нагон смрти, који се обично срећу заједно.